# Aung Aung
Aung Aung (ur. 14 kwietnia 1988) – birmański zapaśnik w stylu wolnym.
Brązowy medalista igrzysk Azji Południowo-Wschodniej w 2013 roku.